# Olympische Sommerspiele 2004/Teilnehmer (Belgien)
| Gelbes Symbol für Goldmedaillen mit stilisierten Olympischen Ringen | Graues Symbol für Silbermedaillen mit stilisierten Olympischen Ringen | Braundes Symbol für Bronzemedaillen mit stilisierten Olympischen Ringen |
| ------------------------------------------------------------------- | --------------------------------------------------------------------- | ----------------------------------------------------------------------- |
| 1                                                                   | —                                                                     | 2                                                                       |

Belgien nahm an den Olympischen Sommerspielen 2004 in der griechischen Hauptstadt Athen mit 50 Athleten, 19 Frauen und 31 Männern, teil.
Seit 1900 war es die 23. Teilnahme Belgiens bei Olympischen Sommerspielen.

## Flaggenträger
Der Tischtennisspieler Jean-Michel Saive trug die Flagge Belgiens während der Eröffnungsfeier im Olympiastadion.

## Medaillengewinner
Mit einer gewonnenen Gold- und zwei Bronzemedaillen belegte das Team Platz 51 im Medaillenspiegel.

### Gold
| Name(n)                | Sportart | Wettkampf      |
| ---------------------- | -------- | -------------- |
| Justine Henin-Hardenne | Tennis   | Frauen, Einzel |

### Bronze
| Name(n)     | Sportart | Wettkampf                 |
| ----------- | -------- | ------------------------- |
| Ilse Heylen | Judo     | Frauen, Halbleichtgewicht |
| Axel Merckx | Radsport | Straßenrennen             |

## Teilnehmer nach Sportarten

### Fechten
- Cédric Gohy
Florett Einzel: 18. Platz

### Judo
- Ilse Heylen
Frauen, Halbmittelgewicht (bis 52 kg): Bronze

- Catherine Jacques
Frauen, Mittelgewicht (bis 70 kg): 5. Platz

- Gella Vandecaveye
Frauen, Halbmittelgewicht (bis 52 kg): Repechage (2. Runde)

### Kanu
- Wouter D’Haene
Zweier-Kajak 1000 Meter: 5. Platz

- Bob Maesen
Zweier-Kajak 1000 Meter: 5. Platz

- Petra Santy
Frauen, Einer-Kajak 500 Meter: Halbfinale

### Leichtathletik
- Tom Compernolle
5000 Meter: Vorläufe

- Joeri Jansen
800 Meter: Vorläufe

- Monder Rizki
5000 Meter: Vorläufe

- Cédric Van Branteghem
400 Meter: Halbfinale

- Katleen De Caluwé
Frauen, 4 × 100 Meter: 6. Platz

- Kim Gevaert
Frauen, 100 Meter: Halbfinale
Frauen, 200 Meter: 6. Platz
Frauen, 4 × 100 Meter: 6. Platz

- Tia Hellebaut
Frauen, Hochsprung: 12. Platz

- Lien Huyghebaert
Frauen, 4 × 100 Meter: 6. Platz

- Élodie Ouédraogo
Frauen, 4 × 100 Meter: 6. Platz

### Radsport
- Axel Merckx
Straßenrennen: Bronze

- Philippe Gilbert
Straßenrennen: 49. Platz

- Matthew Gilmore
Punkterennen: 18. Platz
Madison: 11. Platz

- Iljo Keisse
Madison: 11. Platz

- Roel Paulissen
Mountainbike, Cross Country: 4. Platz

- Peter Van Petegem
Straßenrennen: 40. Platz
Einzelzeitfahren: 19. Platz

- Wim Vansevenant
Straßenrennen: DNF

- Marc Wauters
Straßenrennen: DNF
Einzelzeitfahren: 13. Platz

- Sharon Vandromme
Frauen, Straßenrennen: 21. Platz

### Reiten
- Dirk Demeersman
Springreiten, Einzel: 4. Platz
Springreiten, Mannschaft: 6. Platz

- Jos Lansink
Springreiten, Einzel: in der 2. Runde ausgeschieden
Springreiten, Mannschaft: 6. Platz

- Ludo Philippaerts
Springreiten, Einzel: 4. Platz
Springreiten, Mannschaft: 6. Platz

- Stanny Van Paesschen
Springreiten, Einzel: in der Qualifikation ausgeschieden
Springreiten, Mannschaft: 6. Platz

- Hendrik Degros
Vielseitigkeit, Einzel: in der Vorrunde ausgeschieden
Vielseitigkeit, Mannschaft: 7. Platz

- Dolf Desmedt
Vielseitigkeit, Einzel: in der Vorrunde ausgeschieden
Vielseitigkeit, Mannschaft: 7. Platz

- Karin Donckers
Vielseitigkeit, Einzel: 16. Platz
Vielseitigkeit, Mannschaft: 7. Platz

- Constantin Van Rijckevorsel
Vielseitigkeit, Einzel: 10. Platz
Vielseitigkeit, Mannschaft: 7. Platz

- Joris Van Springel
Vielseitigkeit, Einzel: DNF
Vielseitigkeit, Mannschaft: 7. Platz

### Rudern
- Justin Gevaert
Leichtgewichts-Doppelzweier: 15. Platz

- Tim Maeyens
Einer: 6. Platz

- Wouter Van der Fraenen
Leichtgewichts-Doppelzweier: 15. Platz

### Schießen
- Daisy De Bock
Frauen, Luftgewehr: 33. Platz

### Segeln
- Philippe Bergmans
Laser: 18. Platz

- Sébastien Godefroid
Finn Dinghy: 7. Platz

- Min Dezillie
Frauen, Europe: 15. Platz

- Sigrid Rondelez
Frauen, Windsurfen: 18. Platz

### Taekwondo
- Laurence Rase
Frauen, Schwergewicht (Klasse über 67 kg): 9. Platz

### Tennis
- Xavier Malisse
Einzel: 33. Platz
Doppel: 17. Platz

- Olivier Rochus
Einzel: 17. Platz
Doppel: 17. Platz

- Justine Henin-Hardenne
Frauen, Einzel: Gold

### Tischtennis
- Jean-Michel Saive
Einzel: 17. Platz

### Triathlon
- Kathleen Smet
Frauen, Olympische Distanz: 4. Platz

- Mieke Suys
Frauen, Olympische Distanz: 22. Platz

### Turnen
- Aagje Vanwalleghem
Frauen, Einzelmehrkampf: 23. Platz
Frauen, Boden: 55. Platz in der Qualifikation
Frauen, Pferdsprung: 28. Platz in der Qualifikation
Frauen, Schwebebalken: 51. Platz in der Qualifikation
Frauen, Stufenbarren: 48. Platz in der Qualifikation